# KIC 6185331 b
KIC 6185331 b — газовый гигант, обращающийся вокруг звезды KIC 6185331. Открытие планеты совершили астрономы-любители в рамках проекта Planet Hunters в 2011 году.

## Планетная система
В 2011 году, используя данные, полученные орбитальным телескопом Кеплер, группа астрономов-любителей в рамках проекта Planet Hunters открыла планету KIC 6185331 b в системе KIC 6185331. В отличие от проекта SETI@Home, в Planet Hunters участники непосредственно занимаются обработкой данных, отслеживая признаки присутствия планет у звёзд. Открытая планета представляет собой, вероятно, газовый гигант: её масса неизвестна, однако радиус составляет 72 % от радиуса Юпитера. Она обращается близко к родительской звезде — на расстоянии 0,26 а.е. Год на ней длится около 50 земных суток.